# Liste der Gemeinden im Département Loiret

Lage des Départements Loiret

Das Département Loiret liegt in der Region Centre-Val de Loire in Frankreich. Es untergliedert sich in drei Arrondissements mit 325 Gemeinden (frz. communes) (Stand 1. Januar 2019).
| Code INSEE | PLZ         | Gemeinde                    | Einwohner (Stand 1. Januar 2022) | Fläche in km² | Einwohner je km² | Kanton seit 30. März 2015 Kanton bis 29. März 2015 | Arrondissement seit 2017 Arrondissement bis 2016 | Gemeindeverband                             |
| ---------- | ----------- | --------------------------- | -------------------------------- | ------------- | ---------------- | --- | ------------------------------------------------ | ------------------------------------------- |
| 45001      | 45230       | Adon                        | 192                              | 24,65         | 8                | Gien Briare | Montargis                                        | Berry Loire Puisaye                         |
| 45002      | 45230       | Aillant-sur-Milleron        | 374                              | 26,93         | 14               | Lorris Châtillon-Coligny | Montargis                                        | Canaux et Forêts en Gâtinais                |
| 45004      | 45200       | Amilly                      | 13.432                           | 40,26         | 334              | Châlette-sur-Loing Amilly | Montargis                                        | Agglomération Montargoise et Rives du Loing |
| 45005      | 45480       | Andonville                  | 252                              | 11,94         | 21               | Pithiviers Outarville | Pithiviers                                       | Plaine du Nord Loiret                       |
| 45006      | 45160       | Ardon                       | 1201                             | 53,65         | 22               | La Ferté-Saint-Aubin | Orléans                                          | Portes de Sologne                           |
| 45008      | 45410       | Artenay                     | 2009                             | 20,50         | 98               | Meung-sur-Loire Artenay | Orléans                                          | Beauce Loirétaine                           |
| 45009      | 45170       | Aschères-le-Marché          | 1140                             | 20,90         | 55               | Pithiviers Outarville | Pithiviers                                       | La Forêt                                    |
| 45010      | 45300       | Ascoux                      | 1070                             | 6,75          | 159              | Le Malesherbois Pithiviers | Pithiviers                                       | Pithiverais                                 |
| 45011      | 45170       | Attray                      | 209                              | 16,74         | 12               | Pithiviers Outarville | Pithiviers                                       | Plaine du Nord Loiret                       |
| 45012      | 45300       | Audeville                   | 180                              | 12,71         | 14               | Pithiviers Malesherbes | Pithiviers                                       | Pithiverais                                 |
| 45013      | 45330       | Augerville-la-Rivière       | 216                              | 4,03          | 54               | Le Malesherbois Puiseaux | Pithiviers                                       | Pithiverais-Gâtinais                        |
| 45014      | 45390       | Aulnay-la-Rivière           | 505                              | 16,14         | 31               | Le Malesherbois Puiseaux | Pithiviers                                       | Pithiverais-Gâtinais                        |
| 45015      | 45480       | Autruy-sur-Juine            | 729                              | 27,11         | 27               | Pithiviers Outarville | Pithiviers                                       | Pithiverais                                 |
| 45016      | 45500       | Autry-le-Châtel             | 858                              | 50,56         | 17               | Gien Châtillon-sur-Loire | Montargis                                        | Berry Loire Puisaye                         |
| 45017      | 45270       | Auvilliers-en-Gâtinais      | 335                              | 20,61         | 16               | Lorris Bellegarde | Montargis                                        | Canaux et Forêts en Gâtinais                |
| 45018      | 45340       | Auxy                        | 954                              | 20,28         | 47               | Le Malesherbois Beaune-la-Rolande | Pithiviers                                       | Pithiverais-Gâtinais                        |
| 45019      | 45130       | Baccon                      | 643                              | 33,02         | 19               | Beaugency Meung-sur-Loire | Orléans                                          | Terres du Val de Loire                      |
| 45021      | 45340       | Barville-en-Gâtinais        | 299                              | 10,29         | 29               | Le Malesherbois Beaune-la-Rolande | Pithiviers                                       | Pithiverais-Gâtinais                        |
| 45022      | 45340       | Batilly-en-Gâtinais         | 447                              | 10,32         | 43               | Le Malesherbois Beaune-la-Rolande | Pithiviers                                       | Pithiverais-Gâtinais                        |
| 45023      | 45420       | Batilly-en-Puisaye          | 106                              | 17,35         | 6                | Gien Briare | Montargis                                        | Berry Loire Puisaye                         |
| 45024      | 45130       | Baule                       | 2005                             | 12,11         | 166              | Beaugency | Orléans                                          | Terres du Val de Loire                      |
| 45025      | 45480       | Bazoches-les-Gallerandes    | 1482                             | 36,73         | 40               | Pithiviers Outarville | Pithiviers                                       | Plaine du Nord Loiret                       |
| 45026      | 45210       | Bazoches-sur-le-Betz        | 968                              | 15,38         | 63               | Courtenay | Montargis                                        | Cléry, Betz et de l’Ouanne                  |
| 45027      | 45270       | Beauchamps-sur-Huillard     | 402                              | 18,09         | 22               | Lorris Bellegarde | Montargis                                        | Canaux et Forêts en Gâtinais                |
| 45028      | 45190       | Beaugency                   | 7811                             | 16,45         | 475              | Beaugency | Orléans                                          | Terres du Val de Loire                      |
| 45029      | 45630       | Beaulieu-sur-Loire          | 1750                             | 48,83         | 36               | Gien Châtillon-sur-Loire | Montargis                                        | Berry Loire Puisaye                         |
| 45030      | 45340       | Beaune-la-Rolande           | 1991                             | 20,55         | 97               | Le Malesherbois Beaune-la-Rolande | Pithiviers                                       | Pithiverais-Gâtinais                        |
| 45031      | 45270       | Bellegarde                  | 1416                             | 4,93          | 287              | Lorris Bellegarde | Montargis                                        | Canaux et Forêts en Gâtinais                |
| 45033      | 45390       | Boësses                     | 379                              | 13,13         | 29               | Le Malesherbois Puiseaux | Pithiviers                                       | Pithiverais-Gâtinais                        |
| 45034      | 45760       | Boigny-sur-Bionne           | 2106                             | 7,53          | 280              | Saint-Jean-de-Braye Chécy | Orléans                                          | Orléans Métropole                           |
| 45035      | 45340       | Boiscommun                  | 1142                             | 16,06         | 71               | Le Malesherbois Beaune-la-Rolande | Pithiviers                                       | Pithiverais-Gâtinais                        |
| 45036      | 45290       | Boismorand                  | 863                              | 25,15         | 34               | Gien | Montargis                                        | Giennoises                                  |
| 45037      | 45480       | Boisseaux                   | 502                              | 7,19          | 70               | Pithiviers Outarville | Pithiviers                                       | Plaine du Nord Loiret                       |
| 45038      | 45300       | Bondaroy                    | 414                              | 6,94          | 60               | Le Malesherbois Pithiviers | Pithiviers                                       | Pithiverais                                 |
| 45039      | 45460       | Bonnée                      | 698                              | 11,61         | 60               | Sully-sur-Loire Ouzouer-sur-Loire | Orléans                                          | Val de Sully                                |
| 45040      | 45420       | Bonny-sur-Loire             | 1851                             | 25,80         | 72               | Gien Briare | Montargis                                        | Berry Loire Puisaye                         |
| 45041      | 45340       | Bordeaux-en-Gâtinais        | 107                              | 9,46          | 11               | Le Malesherbois Beaune-la-Rolande | Pithiviers                                       | Quatre Vallées                              |
| 45043      | 45430       | Bou                         | 1019                             | 6,29          | 162              | Saint-Jean-de-Braye Chécy | Orléans                                          | Orléans Métropole                           |
| 45044      | 45170       | Bougy-lez-Neuville          | 156                              | 16,73         | 9                | Pithiviers Neuville-aux-Bois | Orléans                                          | La Forêt                                    |
| 45045      | 45300       | Bouilly-en-Gâtinais         | 307                              | 15,96         | 19               | Le Malesherbois Pithiviers | Pithiviers                                       | Pithiverais                                 |
| 45046      | 45140       | Boulay-les-Barres           | 1061                             | 12,45         | 85               | Meung-sur-Loire Patay | Orléans                                          | Beauce Loirétaine                           |
| 45047      | 45300       | Bouzonville-aux-Bois        | 419                              | 7,54          | 56               | Le Malesherbois Pithiviers | Pithiviers                                       | Pithiverais                                 |
| 45049      | 45460       | Bouzy-la-Forêt              | 1231                             | 37,47         | 33               | Châteauneuf-sur-Loire | Orléans                                          | Loges                                       |
| 45050      | 45300       | Boynes                      | 1323                             | 15,43         | 86               | Le Malesherbois Pithiviers | Pithiviers                                       | Pithiverais                                 |
| 45051      | 45460       | Bray-Saint Aignan           | 1774                             | 26,16         | 68               | Sully-sur-Loire Ouzouer-sur-Loire | Orléans                                          | Val de Sully                                |
| 45052      | 45250       | Breteau                     | 95                               | 16,45         | 6                | Gien Briare | Montargis                                        | Berry Loire Puisaye                         |
| 45053      | 45250       | Briare                      | 5012                             | 45,41         | 110              | Gien Briare | Montargis                                        | Berry Loire Puisaye                         |
| 45054      | 45390       | Briarres-sur-Essonne        | 526                              | 8,23          | 64               | Le Malesherbois Puiseaux | Pithiviers                                       | Pithiverais-Gâtinais                        |
| 45055      | 45310       | Bricy                       | 542                              | 12,66         | 43               | Meung-sur-Loire Patay | Orléans                                          | Beauce Loirétaine                           |
| 45056      | 45390       | Bromeilles                  | 321                              | 14,75         | 22               | Le Malesherbois Puiseaux | Pithiviers                                       | Pithiverais-Gâtinais                        |
| 45058      | 45410       | Bucy-le-Roi                 | 177                              | 4,58          | 39               | Meung-sur-Loire Artenay | Orléans                                          | Beauce Loirétaine                           |
| 45059      | 45140       | Bucy-Saint-Liphard          | 208                              | 17,84         | 12               | Meung-sur-Loire Patay | Orléans                                          | Beauce Loirétaine                           |
| 45061      | 45120       | Cepoy                       | 2346                             | 8,52          | 275              | Châlette-sur-Loing | Montargis                                        | Agglomération Montargoise et Rives du Loing |
| 45062      | 45520       | Cercottes                   | 1477                             | 24,24         | 61               | Meung-sur-Loire Artenay | Orléans                                          | Beauce Loirétaine                           |
| 45063      | 45620       | Cerdon                      | 895                              | 67,07         | 13               | Sully-sur-Loire | Orléans                                          | Val de Sully                                |
| 45064      | 45360       | Cernoy-en-Berry             | 427                              | 28,23         | 15               | Gien Châtillon-sur-Loire | Montargis                                        | Berry Loire Puisaye                         |
| 45065      | 45300       | Césarville-Dossainville     | 222                              | 19,06         | 12               | Pithiviers Malesherbes | Pithiviers                                       | Pithiverais                                 |
| 45066      | 45260       | Chailly-en-Gâtinais         | 688                              | 18,37         | 37               | Lorris | Montargis                                        | Canaux et Forêts en Gâtinais                |
| 45067      | 45380       | Chaingy                     | 4081                             | 21,69         | 188              | Meung-sur-Loire | Orléans                                          | Terres du Val de Loire                      |
| 45068      | 45120       | Châlette-sur-Loing          | 12.958                           | 13,13         | 987              | Châlette-sur-Loing | Montargis                                        | Agglomération Montargoise et Rives du Loing |
| 45069      | 45340       | Chambon-la-Forêt            | 961                              | 17,16         | 56               | Le Malesherbois Beaune-la-Rolande | Pithiviers                                       | Pithiverais-Gâtinais                        |
| 45070      | 45420       | Champoulet                  | 52                               | 9,36          | 6                | Gien Briare | Montargis                                        | Berry Loire Puisaye                         |
| 45072      | 45400       | Chanteau                    | 1611                             | 28,85         | 56               | Fleury-les-Aubrais | Orléans                                          | Orléans Métropole                           |
| 45073      | 45320       | Chantecoq                   | 516                              | 15,93         | 32               | Courtenay | Montargis                                        | Cléry, Betz et de l’Ouanne                  |
| 45078      | 45270       | Chapelon                    | 250                              | 6,52          | 38               | Lorris Bellegarde | Montargis                                        | Canaux et Forêts en Gâtinais                |
| 45080      | 45480       | Charmont-en-Beauce          | 340                              | 18,05         | 19               | Pithiviers Outarville | Pithiviers                                       | Plaine du Nord Loiret                       |
| 45081      | 45130       | Charsonville                | 611                              | 24,55         | 25               | Meung-sur-Loire | Orléans                                          | Terres du Val de Loire                      |
| 45082      | 45110       | Châteauneuf-sur-Loire       | 8470                             | 40,01         | 212              | Châteauneuf-sur-Loire | Orléans                                          | Loges                                       |
| 45083      | 45220       | Château-Renard              | 2108                             | 40,34         | 52               | Courtenay Château-Renard | Montargis                                        | Cléry, Betz et de l’Ouanne                  |
| 45084      | 45260       | Châtenoy                    | 424                              | 25,84         | 16               | Lorris Châteauneuf-sur-Loire | Montargis Orléans                                | Canaux et Forêts en Gâtinais                |
| 45085      | 45230       | Châtillon-Coligny           | 1858                             | 25,53         | 73               | Lorris Châtillon-Coligny | Montargis                                        | Canaux et Forêts en Gâtinais                |
| 45086      | 45480       | Châtillon-le-Roi            | 275                              | 4,54          | 61               | Pithiviers Outarville | Pithiviers                                       | Plaine du Nord Loiret                       |
| 45087      | 45360       | Châtillon-sur-Loire         | 3152                             | 40,67         | 78               | Gien Châtillon-sur-Loire | Montargis                                        | Berry Loire Puisaye                         |
| 45088      | 45480       | Chaussy                     | 274                              | 12,94         | 21               | Pithiviers Outarville | Pithiviers                                       | Plaine du Nord Loiret                       |
| 45089      | 45430       | Chécy                       | 8948                             | 15,47         | 578              | Saint-Jean-de-Braye Chécy | Orléans                                          | Orléans Métropole                           |
| 45091      | 45210       | Chevannes                   | 319                              | 11,99         | 27               | Courtenay Ferrières-en-Gâtinais | Montargis                                        | Quatre Vallées                              |
| 45092      | 45700       | Chevillon-sur-Huillard      | 1504                             | 19,34         | 78               | Montargis Amilly | Montargis                                        | Agglomération Montargoise et Rives du Loing |
| 45093      | 45520       | Chevilly                    | 2653                             | 41,76         | 64               | Meung-sur-Loire Artenay | Orléans                                          | Beauce Loirétaine                           |
| 45094      | 45210       | Chevry-sous-le-Bignon       | 228                              | 7,40          | 31               | Courtenay Ferrières-en-Gâtinais | Montargis                                        | Quatre Vallées                              |
| 45095      | 45170       | Chilleurs-aux-Bois          | 2103                             | 52,22         | 40               | Le Malesherbois Pithiviers | Pithiviers                                       | Pithiverais                                 |
| 45097      | 45220       | Chuelles                    | 1230                             | 30,82         | 40               | Courtenay Château-Renard | Montargis                                        | Cléry, Betz et de l’Ouanne                  |
| 45098      | 45370       | Cléry-Saint-André           | 3540                             | 18,13         | 195              | Beaugency Cléry-Saint-André | Orléans                                          | Terres du Val de Loire                      |
| 45099      | 45310       | Coinces                     | 498                              | 21,63         | 23               | Meung-sur-Loire Patay | Orléans                                          | Beauce Loirétaine                           |
| 45100      | 45800       | Combleux                    | 524                              | 1,10          | 476              | Saint-Jean-de-Braye Chécy | Orléans                                          | Orléans Métropole                           |
| 45101      | 45530       | Combreux                    | 270                              | 12,67         | 21               | Châteauneuf-sur-Loire | Orléans                                          | Loges                                       |
| 45102      | 45700       | Conflans-sur-Loing          | 362                              | 9,14          | 40               | Châlette-sur-Loing Amilly | Montargis                                        | Agglomération Montargoise et Rives du Loing |
| 45103      | 45490       | Corbeilles                  | 1579                             | 32,62         | 48               | Courtenay Ferrières-en-Gâtinais | Montargis                                        | Quatre Vallées                              |
| 45104      | 45120       | Corquilleroy                | 2840                             | 13,96         | 203              | Châlette-sur-Loing Montargis | Montargis                                        | Agglomération Montargoise et Rives du Loing |
| 45105      | 45700       | Cortrat                     | 82                               | 11,03         | 7                | Lorris Châtillon-Coligny | Montargis                                        | Canaux et Forêts en Gâtinais                |
| 45107      | 45260       | Coudroy                     | 299                              | 14,73         | 20               | Lorris | Montargis                                        | Canaux et Forêts en Gâtinais                |
| 45108      | 45720       | Coullons                    | 2251                             | 78,97         | 29               | Sully-sur-Loire Gien | Montargis                                        | Giennoises                                  |
| 45109      | 45130       | Coulmiers                   | 565                              | 14,28         | 40               | Meung-sur-Loire | Orléans                                          | Terres du Val de Loire                      |
| 45110      | 45300       | Courcelles-le-Roi           | 318                              | 6,30          | 50               | Le Malesherbois Beaune-la-Rolande | Pithiviers                                       | Pithiverais-Gâtinais                        |
| 45111      | 45300       | Courcy-aux-Loges            | 453                              | 20,90         | 22               | Le Malesherbois Pithiviers | Pithiviers                                       | Pithiverais                                 |
| 45113      | 45320       | Courtemaux                  | 263                              | 12,19         | 22               | Courtenay | Montargis                                        | Cléry, Betz et de l’Ouanne                  |
| 45114      | 45490       | Courtempierre               | 214                              | 13,30         | 16               | Courtenay Ferrières-en-Gâtinais | Montargis                                        | Quatre Vallées                              |
| 45115      | 45320       | Courtenay                   | 3799                             | 50,13         | 76               | Courtenay | Montargis                                        | Cléry, Betz et de l’Ouanne                  |
| 45116      | 45190       | Cravant                     | 951                              | 33,91         | 28               | Beaugency | Orléans                                          | Terres du Val de Loire                      |
| 45118      | 45170       | Crottes-en-Pithiverais      | 319                              | 13,65         | 23               | Pithiviers Outarville | Pithiviers                                       | Plaine du Nord Loiret                       |
| 45119      | 45300       | Dadonville                  | 2363                             | 18,21         | 130              | Pithiviers | Pithiviers                                       | Pithiverais                                 |
| 45120      | 45420       | Dammarie-en-Puisaye         | 173                              | 25,89         | 7                | Gien Briare | Montargis                                        | Berry Loire Puisaye                         |
| 45121      | 45230       | Dammarie-sur-Loing          | 460                              | 20,94         | 22               | Lorris Châtillon-Coligny | Montargis                                        | Canaux et Forêts en Gâtinais                |
| 45122      | 45570       | Dampierre-en-Burly          | 1454                             | 47,44         | 31               | Sully-sur-Loire Ouzouer-sur-Loire | Orléans                                          | Val de Sully                                |
| 45123      | 45150       | Darvoy                      | 1905                             | 8,58          | 222              | Châteauneuf-sur-Loire Jargeau | Orléans                                          | Loges                                       |
| 45124      | 45390       | Desmonts                    | 171                              | 4,76          | 36               | Le Malesherbois Puiseaux | Pithiviers                                       | Pithiverais-Gâtinais                        |
| 45125      | 45390       | Dimancheville               | 107                              | 2,35          | 46               | Le Malesherbois Puiseaux | Pithiviers                                       | Pithiverais-Gâtinais                        |
| 45126      | 45450       | Donnery                     | 2833                             | 21,77         | 130              | Châteauneuf-sur-Loire Chécy | Orléans                                          | Loges                                       |
| 45127      | 45680       | Dordives                    | 3257                             | 15,18         | 215              | Courtenay Ferrières-en-Gâtinais | Montargis                                        | Quatre Vallées                              |
| 45129      | 45220       | Douchy-Montcorbon           | 1362                             | 50,12         | 27               | Courtenay Château-Renard | Montargis                                        | Cléry, Betz et de l’Ouanne                  |
| 45130      | 45370       | Dry                         | 1414                             | 22,64         | 62               | Beaugency Cléry-Saint-André | Orléans                                          | Terres du Val de Loire                      |
| 45131      | 45390       | Échilleuses                 | 387                              | 12,43         | 31               | Le Malesherbois Puiseaux | Pithiviers                                       | Pithiverais-Gâtinais                        |
| 45132      | 45340       | Égry                        | 356                              | 7,39          | 48               | Le Malesherbois Beaune-la-Rolande | Pithiviers                                       | Pithiverais-Gâtinais                        |
| 45133      | 45300       | Engenville                  | 539                              | 18,10         | 30               | Pithiviers Malesherbes | Pithiviers                                       | Pithiverais                                 |
| 45134      | 45130       | Épieds-en-Beauce            | 1446                             | 40,22         | 36               | Meung-sur-Loire | Orléans                                          | Terres du Val de Loire                      |
| 45135      | 45480       | Erceville                   | 293                              | 12,72         | 23               | Pithiviers Outarville | Pithiviers                                       | Plaine du Nord Loiret                       |
| 45136      | 45320       | Ervauville                  | 564                              | 12,54         | 45               | Courtenay | Montargis                                        | Cléry, Betz et de l’Ouanne                  |
| 45137      | 45300       | Escrennes                   | 711                              | 11,55         | 62               | Le Malesherbois Pithiviers | Pithiviers                                       | Pithiverais                                 |
| 45138      | 45250       | Escrignelles                | 57                               | 14,04         | 4                | Gien Briare | Montargis                                        | Berry Loire Puisaye                         |
| 45139      | 45300       | Estouy                      | 512                              | 18,07         | 28               | Le Malesherbois Pithiviers | Pithiviers                                       | Pithiverais                                 |
| 45141      | 45420       | Faverelles                  | 175                              | 18,92         | 9                | Gien Briare | Montargis                                        | Berry Loire Puisaye                         |
| 45142      | 45450       | Fay-aux-Loges               | 3846                             | 26,48         | 145              | Châteauneuf-sur-Loire | Orléans                                          | Loges                                       |
| 45143      | 45230       | Feins-en-Gâtinais           | 30                               | 11,89         | 3                | Gien Briare | Montargis                                        | Berry Loire Puisaye                         |
| 45144      | 45150       | Férolles                    | 1134                             | 17,05         | 67               | Saint-Jean-le-Blanc Jargeau | Orléans                                          | Loges                                       |
| 45145      | 45210       | Ferrières-en-Gâtinais       | 3794                             | 27,32         | 139              | Courtenay Ferrières-en-Gâtinais | Montargis                                        | Quatre Vallées                              |
| 45147      | 45400       | Fleury-les-Aubrais          | 21.664                           | 10,12         | 2141             | Fleury-les-Aubrais | Orléans                                          | Orléans Métropole                           |
| 45148      | 45210       | Fontenay-sur-Loing          | 1677                             | 9,73          | 172              | Courtenay Ferrières-en-Gâtinais | Montargis                                        | Quatre Vallées                              |
| 45149      | 45320       | Foucherolles                | 303                              | 9,80          | 31               | Courtenay | Montargis                                        | Cléry, Betz et de l’Ouanne                  |
| 45150      | 45270       | Fréville-du-Gâtinais        | 178                              | 9,77          | 18               | Lorris Bellegarde | Montargis                                        | Canaux et Forêts en Gâtinais                |
| 45151      | 45340       | Gaubertin                   | 251                              | 7,29          | 34               | Le Malesherbois Beaune-la-Rolande | Pithiviers                                       | Pithiverais-Gâtinais                        |
| 45152      | 45310       | Gémigny                     | 218                              | 14,17         | 15               | Meung-sur-Loire Patay | Orléans                                          | Beauce Loirétaine                           |
| 45153      | 45110       | Germigny-des-Prés           | 700                              | 9,78          | 72               | Sully-sur-Loire Châteauneuf-sur-Loire | Orléans                                          | Val de Sully                                |
| 45154      | 45520       | Gidy                        | 2015                             | 23,91         | 84               | Meung-sur-Loire Artenay | Orléans                                          | Beauce Loirétaine                           |
| 45155      | 45500       | Gien                        | 13.431                           | 67,86         | 198              | Gien | Montargis                                        | Giennoises                                  |
| 45156      | 45120       | Girolles                    | 599                              | 13,90         | 43               | Courtenay Ferrières-en-Gâtinais | Montargis                                        | Quatre Vallées                              |
| 45157      | 45300       | Givraines                   | 420                              | 11,26         | 37               | Le Malesherbois Pithiviers | Pithiviers                                       | Pithiverais                                 |
| 45158      | 45490       | Gondreville                 | 329                              | 8,07          | 41               | Courtenay Ferrières-en-Gâtinais | Montargis                                        | Quatre Vallées                              |
| 45159      | 45390       | Grangermont                 | 177                              | 3,93          | 45               | Le Malesherbois Puiseaux | Pithiviers                                       | Pithiverais-Gâtinais                        |
| 45160      | 45480       | Greneville-en-Beauce        | 672                              | 22,47         | 30               | Pithiviers Outarville | Pithiviers                                       | Plaine du Nord Loiret                       |
| 45161      | 45210       | Griselles                   | 818                              | 30,32         | 27               | Courtenay Ferrières-en-Gâtinais | Montargis                                        | Quatre Vallées                              |
| 45162      | 45300       | Guigneville                 | 541                              | 32,01         | 17               | Pithiviers | Pithiviers                                       | Pithiverais                                 |
| 45164      | 45600       | Guilly                      | 667                              | 17,03         | 39               | Sully-sur-Loire | Orléans                                          | Val de Sully                                |
| 45165      | 45220       | Gy-les-Nonains              | 603                              | 20,13         | 30               | Courtenay Château-Renard | Montargis                                        | Cléry, Betz et de l’Ouanne                  |
| 45166      | 45520       | Huêtre                      | 282                              | 13,15         | 21               | Meung-sur-Loire Artenay | Orléans                                          | Beauce Loirétaine                           |
| 45167      | 45130       | Huisseau-sur-Mauves         | 1754                             | 37,16         | 47               | Meung-sur-Loire | Orléans                                          | Terres du Val de Loire                      |
| 45168      | 45450       | Ingrannes                   | 543                              | 38,98         | 14               | Châteauneuf-sur-Loire Neuville-aux-Bois | Orléans                                          | Loges                                       |
| 45169      | 45140       | Ingré                       | 9838                             | 20,82         | 473              | Saint-Jean-de-la-Ruelle Ingré | Orléans                                          | Orléans Métropole                           |
| 45170      | 45300       | Intville-la-Guétard         | 175                              | 4,88          | 36               | Pithiviers Malesherbes | Pithiviers                                       | Pithiverais                                 |
| 45171      | 45620       | Isdes                       | 531                              | 43,89         | 12               | Sully-sur-Loire | Orléans                                          | Val de Sully                                |
| 45173      | 45150       | Jargeau                     | 4636                             | 14,66         | 316              | Châteauneuf-sur-Loire Jargeau | Orléans                                          | Loges                                       |
| 45174      | 45480       | Jouy-en-Pithiverais         | 266                              | 15,86         | 17               | Pithiviers Outarville | Pithiviers                                       | Plaine du Nord Loiret                       |
| 45175      | 45370       | Jouy-le-Potier              | 1631                             | 50,40         | 32               | Beaugency Cléry-Saint-André | Orléans                                          | Portes de Sologne                           |
| 45176      | 45340       | Juranville                  | 435                              | 15,23         | 29               | Le Malesherbois Beaune-la-Rolande | Pithiviers                                       | Pithiverais-Gâtinais                        |
| 45060      | 45230       | La Bussière                 | 761                              | 35,23         | 22               | Gien Briare | Montargis                                        | Berry Loire Puisaye                         |
| 45074      | 45310       | La Chapelle-Onzerain        | 110                              | 7,06          | 16               | Meung-sur-Loire Patay | Orléans                                          | Beauce Loirétaine                           |
| 45075      | 45380       | La Chapelle-Saint-Mesmin    | 10.492                           | 8,96          | 1171             | Saint-Jean-de-la-Ruelle Ingré | Orléans                                          | Orléans Métropole                           |
| 45076      | 45210       | La Chapelle-Saint-Sépulcre  | 223                              | 6,21          | 36               | Courtenay | Montargis                                        | Cléry, Betz et de l’Ouanne                  |
| 45077      | 45230       | La Chapelle-sur-Aveyron     | 623                              | 19,03         | 33               | Lorris Châtillon-Coligny | Montargis                                        | Canaux et Forêts en Gâtinais                |
| 45112      | 45260       | La Cour-Marigny             | 367                              | 13,43         | 27               | Lorris | Montargis                                        | Canaux et Forêts en Gâtinais                |
| 45146      | 45240       | La Ferté-Saint-Aubin        | 7317                             | 86,12         | 85               | La Ferté-Saint-Aubin | Orléans                                          | Portes de Sologne                           |
| 45225      | 45390       | La Neuville-sur-Essonne     | 345                              | 9,19          | 38               | Le Malesherbois Puiseaux | Pithiviers                                       | Pithiverais-Gâtinais                        |
| 45306      | 45210       | La Selle-en-Hermoy          | 778                              | 19,56         | 40               | Courtenay Château-Renard | Montargis                                        | Cléry, Betz et de l’Ouanne                  |
| 45307      | 45210       | La Selle-sur-le-Bied        | 1131                             | 30,12         | 38               | Courtenay | Montargis                                        | Cléry, Betz et de l’Ouanne                  |
| 45177      | 45300       | Laas                        | 241                              | 6,60          | 37               | Le Malesherbois Pithiviers | Pithiviers                                       | Pithiverais                                 |
| 45178      | 45270       | Ladon                       | 1394                             | 13,75         | 101              | Lorris Bellegarde | Montargis                                        | Canaux et Forêts en Gâtinais                |
| 45179      | 45740       | Lailly-en-Val               | 3100                             | 45,61         | 68               | Beaugency | Orléans                                          | Terres du Val de Loire                      |
| 45180      | 45290       | Langesse                    | 86                               | 8,97          | 10               | Gien | Montargis                                        | Giennoises                                  |
| 45020      | 45130       | Le Bardon                   | 970                              | 12,23         | 79               | Meung-sur-Loire | Orléans                                          | Terres du Val de Loire                      |
| 45032      | 45210       | Le Bignon-Mirabeau          | 307                              | 12,83         | 24               | Courtenay Ferrières-en-Gâtinais | Montargis                                        | Quatre Vallées                              |
| 45079      | 45230       | Le Charme                   | 149                              | 13,82         | 11               | Lorris Châtillon-Coligny | Montargis                                        | Canaux et Forêts en Gâtinais                |
| 45191      | 45300 45330 | Le Malesherbois             | 8022                             | 85,04         | 94               | Le Malesherbois | Pithiviers                                       | Pithiverais-Gâtinais                        |
| 45218      | 45290       | Le Moulinet-sur-Solin       | 128                              | 19,37         | 7                | Gien | Montargis                                        | Giennoises                                  |
| 45181      | 45480       | Léouville                   | 88                               | 4,28          | 21               | Pithiviers Outarville | Pithiviers                                       | Plaine du Nord Loiret                       |
| 45042      | 45460       | Les Bordes                  | 1846                             | 24,02         | 77               | Sully-sur-Loire Ouzouer-sur-Loire | Orléans                                          | Val de Sully                                |
| 45096      | 45290       | Les Choux                   | 530                              | 33,36         | 16               | Gien | Montargis                                        | Giennoises                                  |
| 45182      | 45240       | Ligny-le-Ribault            | 1255                             | 59,21         | 21               | La Ferté-Saint-Aubin | Orléans                                          | Portes de Sologne                           |
| 45183      | 45410       | Lion-en-Beauce              | 122                              | 7,00          | 17               | Meung-sur-Loire Artenay | Orléans                                          | Beauce Loirétaine                           |
| 45184      | 45600       | Lion-en-Sullias             | 386                              | 24,49         | 16               | Sully-sur-Loire | Orléans                                          | Val de Sully                                |
| 45185      | 45700       | Lombreuil                   | 304                              | 7,56          | 40               | Montargis Amilly | Montargis                                        | Agglomération Montargoise et Rives du Loing |
| 45186      | 45490       | Lorcy                       | 589                              | 16,75         | 35               | Le Malesherbois Beaune-la-Rolande | Pithiviers                                       | Pithiverais-Gâtinais                        |
| 45187      | 45260       | Lorris                      | 3002                             | 44,91         | 67               | Lorris | Montargis                                        | Canaux et Forêts en Gâtinais                |
| 45188      | 45470       | Loury                       | 2582                             | 34,36         | 75               | Fleury-les-Aubrais Neuville-aux-Bois | Orléans                                          | La Forêt                                    |
| 45189      | 45210       | Louzouer                    | 246                              | 11,23         | 22               | Courtenay | Montargis                                        | Cléry, Betz et de l’Ouanne                  |
| 45193      | 45240       | Marcilly-en-Villette        | 2185                             | 62,66         | 35               | La Ferté-Saint-Aubin | Orléans                                          | Portes de Sologne                           |
| 45194      | 45430       | Mardié                      | 3083                             | 17,28         | 178              | Saint-Jean-de-Braye Chécy | Orléans                                          | Orléans Métropole                           |
| 45195      | 45300       | Mareau-aux-Bois             | 565                              | 11,61         | 49               | Le Malesherbois Pithiviers | Pithiviers                                       | Pithiverais                                 |
| 45196      | 45370       | Mareau-aux-Prés             | 1669                             | 13,34         | 125              | Beaugency Cléry-Saint-André | Orléans                                          | Terres du Val de Loire                      |
| 45197      | 45760       | Marigny-les-Usages          | 1861                             | 9,66          | 193              | Fleury-les-Aubrais Chécy | Orléans                                          | Orléans Métropole                           |
| 45198      | 45300       | Marsainvilliers             | 313                              | 10,82         | 29               | Le Malesherbois Pithiviers | Pithiviers                                       | Pithiverais                                 |
| 45199      | 45220       | Melleroy                    | 507                              | 24,23         | 21               | Courtenay Château-Renard | Montargis                                        | Cléry, Betz et de l’Ouanne                  |
| 45200      | 45240       | Ménestreau-en-Villette      | 1385                             | 53,62         | 26               | La Ferté-Saint-Aubin | Orléans                                          | Portes de Sologne                           |
| 45201      | 45210       | Mérinville                  | 173                              | 11,84         | 15               | Courtenay | Montargis                                        | Cléry, Betz et de l’Ouanne                  |
| 45202      | 45190       | Messas                      | 1029                             | 5,21          | 198              | Beaugency | Orléans                                          | Terres du Val de Loire                      |
| 45203      | 45130       | Meung-sur-Loire             | 6621                             | 20,35         | 325              | Meung-sur-Loire | Orléans                                          | Terres du Val de Loire                      |
| 45205      | 45270       | Mézières-en-Gâtinais        | 259                              | 9,86          | 26               | Lorris Bellegarde | Montargis                                        | Canaux et Forêts en Gâtinais                |
| 45204      | 45370       | Mézières-lez-Cléry          | 857                              | 27,01         | 32               | Beaugency Cléry-Saint-André | Orléans                                          | Terres du Val de Loire                      |
| 45206      | 45490       | Mignères                    | 314                              | 5,12          | 61               | Courtenay Ferrières-en-Gâtinais | Montargis                                        | Quatre Vallées                              |
| 45207      | 45490       | Mignerette                  | 357                              | 6,21          | 57               | Courtenay Ferrières-en-Gâtinais | Montargis                                        | Quatre Vallées                              |
| 45208      | 45200       | Montargis                   | 14.819                           | 4,46          | 3323             | Montargis | Montargis                                        | Agglomération Montargoise et Rives du Loing |
| 45209      | 45340       | Montbarrois                 | 297                              | 6,01          | 49               | Le Malesherbois Beaune-la-Rolande | Pithiviers                                       | Pithiverais-Gâtinais                        |
| 45210      | 45230       | Montbouy                    | 727                              | 26,73         | 27               | Lorris Châtillon-Coligny | Montargis                                        | Canaux et Forêts en Gâtinais                |
| 45212      | 45700       | Montcresson                 | 1257                             | 21,00         | 60               | Lorris Châtillon-Coligny | Montargis                                        | Canaux et Forêts en Gâtinais                |
| 45213      | 45260       | Montereau                   | 644                              | 50,12         | 13               | Lorris | Montargis                                        | Canaux et Forêts en Gâtinais                |
| 45214      | 45170       | Montigny                    | 243                              | 5,36          | 45               | Pithiviers Outarville | Orléans Pithiviers                               | La Forêt                                    |
| 45215      | 45340       | Montliard                   | 230                              | 8,99          | 26               | Le Malesherbois Beaune-la-Rolande | Pithiviers                                       | Pithiverais-Gâtinais                        |
| 45216      | 45700       | Mormant-sur-Vernisson       | 133                              | 10,92         | 12               | Montargis Amilly | Montargis                                        | Agglomération Montargoise et Rives du Loing |
| 45217      | 45300       | Morville-en-Beauce          | 175                              | 11,02         | 16               | Pithiviers Malesherbes | Pithiviers                                       | Pithiverais                                 |
| 45219      | 45270       | Moulon                      | 183                              | 9,40          | 19               | Lorris Bellegarde | Montargis                                        | Canaux et Forêts en Gâtinais                |
| 45220      | 45340       | Nancray-sur-Rimarde         | 571                              | 11,58         | 49               | Le Malesherbois Beaune-la-Rolande | Pithiviers                                       | Pithiverais-Gâtinais                        |
| 45222      | 45210       | Nargis                      | 1441                             | 22,27         | 65               | Courtenay Ferrières-en-Gâtinais | Montargis                                        | Quatre Vallées                              |
| 45223      | 45270       | Nesploy                     | 368                              | 12,87         | 29               | Lorris Bellegarde | Montargis                                        | Canaux et Forêts en Gâtinais                |
| 45224      | 45170       | Neuville-aux-Bois           | 4984                             | 31,74         | 157              | Pithiviers Neuville-aux-Bois | Orléans                                          | La Forêt                                    |
| 45226      | 45510       | Neuvy-en-Sullias            | 1365                             | 25,28         | 54               | Sully-sur-Loire Jargeau | Orléans                                          | Val de Sully                                |
| 45227      | 45500       | Nevoy                       | 1160                             | 30,75         | 38               | Gien | Montargis                                        | Giennoises                                  |
| 45228      | 45340       | Nibelle                     | 1176                             | 27,18         | 43               | Le Malesherbois Beaune-la-Rolande | Pithiviers                                       | Pithiverais-Gâtinais                        |
| 45229      | 45290       | Nogent-sur-Vernisson        | 2571                             | 33,27         | 77               | Lorris Châtillon-Coligny | Montargis                                        | Canaux et Forêts en Gâtinais                |
| 45230      | 45260       | Noyers                      | 743                              | 18,06         | 41               | Lorris | Montargis                                        | Canaux et Forêts en Gâtinais                |
| 45231      | 45170       | Oison                       | 122                              | 12,09         | 10               | Pithiviers Outarville | Pithiviers                                       | Plaine du Nord Loiret                       |
| 45232      | 45160       | Olivet                      | 22.988                           | 23,39         | 983              | Olivet | Orléans                                          | Orléans Métropole                           |
| 45233      | 45390       | Ondreville-sur-Essonne      | 403                              | 6,57          | 61               | Le Malesherbois Puiseaux | Pithiviers                                       | Pithiverais-Gâtinais                        |
| 45234      | 45000       | Orléans                     | 116.344                          | 27,48         | 4234             | La Ferté-Saint-Aubin Orléans-1 Orléans-2 Orléans-3 Orléans-4 Orléans-Bannier Orléans-Bourgogne Orléans-Carmes Orléans-La Source Orléans-Saint-Marc-Argonne Orléans-Saint-Marceau | Orléans                                          | Orléans Métropole                           |
| 45235      | 45140       | Ormes                       | 4341                             | 18,15         | 239              | Orléans-3 Ingré | Orléans                                          | Orléans Métropole                           |
| 45237      | 45390       | Orville                     | 129                              | 7,19          | 18               | Le Malesherbois Puiseaux | Pithiviers                                       | Pithiverais-Gâtinais                        |
| 45238      | 45250       | Ousson-sur-Loire            | 702                              | 5,35          | 131              | Gien Briare | Montargis                                        | Berry Loire Puisaye                         |
| 45239      | 45290       | Oussoy-en-Gâtinais          | 423                              | 23,23         | 18               | Lorris | Montargis                                        | Canaux et Forêts en Gâtinais                |
| 45240      | 45480       | Outarville                  | 1343                             | 46,61         | 29               | Pithiviers Outarville | Pithiviers                                       | Plaine du Nord Loiret                       |
| 45241      | 45150       | Ouvrouer-les-Champs         | 539                              | 10,54         | 51               | Saint-Jean-le-Blanc Jargeau | Orléans                                          | Loges                                       |
| 45242      | 45290       | Ouzouer-des-Champs          | 279                              | 11,32         | 25               | Lorris | Montargis                                        | Canaux et Forêts en Gâtinais                |
| 45243      | 45270       | Ouzouer-sous-Bellegarde     | 314                              | 11,57         | 27               | Lorris Bellegarde | Montargis                                        | Canaux et Forêts en Gâtinais                |
| 45244      | 45570       | Ouzouer-sur-Loire           | 2560                             | 34,27         | 75               | Sully-sur-Loire Ouzouer-sur-Loire | Orléans                                          | Val de Sully                                |
| 45245      | 45250       | Ouzouer-sur-Trézée          | 1124                             | 61,63         | 18               | Gien Briare | Montargis                                        | Berry Loire Puisaye                         |
| 45246      | 45300       | Pannecières                 | 116                              | 7,02          | 17               | Pithiviers Malesherbes | Pithiviers                                       | Pithiverais                                 |
| 45247      | 45700       | Pannes                      | 3719                             | 20,84         | 178              | Montargis Châlette-sur-Loing | Montargis                                        | Agglomération Montargoise et Rives du Loing |
| 45248      | 45310       | Patay                       | 2341                             | 13,80         | 170              | Meung-sur-Loire Patay | Orléans                                          | Beauce Loirétaine                           |
| 45249      | 45200       | Paucourt                    | 920                              | 20,20         | 46               | Châlette-sur-Loing | Montargis                                        | Agglomération Montargoise et Rives du Loing |
| 45250      | 45210       | Pers-en-Gâtinais            | 241                              | 10,69         | 23               | Courtenay | Montargis                                        | Cléry, Betz et de l’Ouanne                  |
| 45251      | 45360       | Pierrefitte-ès-Bois         | 286                              | 27,18         | 11               | Gien Châtillon-sur-Loire | Montargis                                        | Berry Loire Puisaye                         |
| 45252      | 45300       | Pithiviers                  | 8981                             | 6,94          | 1294             | Pithiviers | Pithiviers                                       | Pithiverais                                 |
| 45253      | 45300       | Pithiviers-le-Vieil         | 1729                             | 33,68         | 51               | Pithiviers | Pithiviers                                       | Pithiverais                                 |
| 45254      | 45500       | Poilly-lez-Gien             | 2464                             | 33,29         | 74               | Sully-sur-Loire Gien | Montargis                                        | Giennoises                                  |
| 45255      | 45490       | Préfontaines                | 429                              | 11,75         | 37               | Courtenay Ferrières-en-Gâtinais | Montargis                                        | Quatre Vallées                              |
| 45256      | 45260       | Presnoy                     | 256                              | 7,72          | 33               | Lorris | Montargis                                        | Canaux et Forêts en Gâtinais                |
| 45257      | 45290       | Pressigny-les-Pins          | 530                              | 11,91         | 45               | Lorris Châtillon-Coligny | Montargis                                        | Canaux et Forêts en Gâtinais                |
| 45258      | 45390       | Puiseaux                    | 3336                             | 20,32         | 164              | Le Malesherbois Puiseaux | Pithiviers                                       | Pithiverais-Gâtinais                        |
| 45259      | 45270       | Quiers-sur-Bézonde          | 1165                             | 16,61         | 70               | Lorris Bellegarde | Montargis                                        | Canaux et Forêts en Gâtinais                |
| 45260      | 45300       | Ramoulu                     | 246                              | 11,96         | 21               | Le Malesherbois Malesherbes | Pithiviers                                       | Pithiverais                                 |
| 45261      | 45470       | Rebréchien                  | 1396                             | 19,19         | 73               | Fleury-les-Aubrais Neuville-aux-Bois | Orléans                                          | La Forêt                                    |
| 45262      | 45310       | Rouvray-Sainte-Croix        | 136                              | 9,47          | 14               | Meung-sur-Loire Patay | Orléans                                          | Beauce Loirétaine                           |
| 45263      | 45300       | Rouvres-Saint-Jean          | 299                              | 10,10         | 30               | Pithiviers Malesherbes | Pithiviers                                       | Pithiverais                                 |
| 45264      | 45130       | Rozières-en-Beauce          | 181                              | 9,17          | 20               | Meung-sur-Loire | Orléans                                          | Terres du Val de Loire                      |
| 45265      | 45210       | Rozoy-le-Vieil              | 398                              | 8,14          | 49               | Courtenay | Montargis                                        | Quatre Vallées                              |
| 45266      | 45410       | Ruan                        | 205                              | 16,26         | 13               | Meung-sur-Loire Artenay | Orléans                                          | Beauce Loirétaine                           |
| 45268      | 45600       | Saint-Aignan-le-Jaillard    | 602                              | 24,31         | 25               | Sully-sur-Loire | Orléans                                          | Val de Sully                                |
| 45269      | 45130       | Saint-Ay                    | 3691                             | 10,07         | 367              | Meung-sur-Loire | Orléans                                          | Terres du Val de Loire                      |
| 45270      | 45730       | Saint-Benoît-sur-Loire      | 1993                             | 18,27         | 109              | Sully-sur-Loire Ouzouer-sur-Loire | Orléans                                          | Val de Sully                                |
| 45271      | 45500       | Saint-Brisson-sur-Loire     | 961                              | 21,86         | 44               | Sully-sur-Loire Gien | Montargis                                        | Giennoises                                  |
| 45272      | 45590       | Saint-Cyr-en-Val            | 3430                             | 44,23         | 78               | La Ferté-Saint-Aubin Saint-Jean-le-Blanc | Orléans                                          | Orléans Métropole                           |
| 45273      | 45550       | Saint-Denis-de-l’Hôtel      | 3057                             | 25,45         | 120              | Châteauneuf-sur-Loire | Orléans                                          | Loges                                       |
| 45274      | 45560       | Saint-Denis-en-Val          | 7768                             | 17,11         | 454              | Saint-Jean-le-Blanc | Orléans                                          | Orléans Métropole                           |
| 45278      | 45230       | Sainte-Geneviève-des-Bois   | 1062                             | 40,74         | 26               | Lorris Châtillon-Coligny | Montargis                                        | Canaux et Forêts en Gâtinais                |
| 45275      | 45220       | Saint-Firmin-des-Bois       | 498                              | 19,05         | 26               | Courtenay Château-Renard | Montargis                                        | Cléry, Betz et de l’Ouanne                  |
| 45276      | 45360       | Saint-Firmin-sur-Loire      | 509                              | 24,76         | 21               | Gien Châtillon-sur-Loire | Montargis                                        | Berry Loire Puisaye                         |
| 45277      | 45600       | Saint-Florent               | 445                              | 37,78         | 12               | Sully-sur-Loire | Orléans                                          | Val de Sully                                |
| 45279      | 45220       | Saint-Germain-des-Prés      | 1864                             | 26,18         | 71               | Courtenay Château-Renard | Montargis                                        | Cléry, Betz et de l’Ouanne                  |
| 45280      | 45500       | Saint-Gondon                | 1046                             | 22,40         | 47               | Sully-sur-Loire Gien | Montargis                                        | Giennoises                                  |
| 45281      | 45320       | Saint-Hilaire-les-Andrésis  | 953                              | 25,71         | 37               | Courtenay | Montargis                                        | Cléry, Betz et de l’Ouanne                  |
| 45282      | 45160       | Saint-Hilaire-Saint-Mesmin  | 3156                             | 14,12         | 224              | Olivet | Orléans                                          | Orléans Métropole                           |
| 45283      | 45700       | Saint-Hilaire-sur-Puiseaux  | 154                              | 11,34         | 14               | Lorris | Montargis                                        | Canaux et Forêts en Gâtinais                |
| 45284      | 45800       | Saint-Jean-de-Braye         | 22.088                           | 13,70         | 1612             | Saint-Jean-de-Braye | Orléans                                          | Orléans Métropole                           |
| 45285      | 45140       | Saint-Jean-de-la-Ruelle     | 16.608                           | 6,10          | 2723             | Saint-Jean-de-la-Ruelle | Orléans                                          | Orléans Métropole                           |
| 45286      | 45650       | Saint-Jean-le-Blanc         | 9534                             | 7,66          | 1245             | Saint-Jean-le-Blanc | Orléans                                          | Orléans Métropole                           |
| 45288      | 45340       | Saint-Loup-des-Vignes       | 391                              | 8,86          | 44               | Le Malesherbois Beaune-la-Rolande | Pithiviers                                       | Pithiverais-Gâtinais                        |
| 45289      | 45170       | Saint-Lyé-la-Forêt          | 1235                             | 27,22         | 45               | Pithiviers Neuville-aux-Bois | Orléans                                          | La Forêt                                    |
| 45290      | 45110       | Saint-Martin-d’Abbat        | 1825                             | 38,97         | 47               | Châteauneuf-sur-Loire | Orléans                                          | Loges                                       |
| 45291      | 45500       | Saint-Martin-sur-Ocre       | 1225                             | 15,79         | 78               | Sully-sur-Loire Gien | Montargis                                        | Giennoises                                  |
| 45292      | 45230       | Saint-Maurice-sur-Aveyron   | 842                              | 53,76         | 16               | Lorris Châtillon-Coligny | Montargis                                        | Canaux et Forêts en Gâtinais                |
| 45293      | 45700       | Saint-Maurice-sur-Fessard   | 1144                             | 15,38         | 74               | Montargis Amilly | Montargis                                        | Agglomération Montargoise et Rives du Loing |
| 45294      | 45340       | Saint-Michel                | 149                              | 5,14          | 29               | Le Malesherbois Beaune-la-Rolande | Pithiviers                                       | Pithiverais-Gâtinais                        |
| 45296      | 45310       | Saint-Péravy-la-Colombe     | 768                              | 18,96         | 41               | Meung-sur-Loire Patay | Orléans                                          | Beauce Loirétaine                           |
| 45297      | 45600       | Saint-Père-sur-Loire        | 1030                             | 10,69         | 96               | Sully-sur-Loire | Orléans                                          | Val de Sully                                |
| 45298      | 45750       | Saint-Pryvé-Saint-Mesmin    | 6200                             | 8,87          | 699              | Olivet | Orléans                                          | Orléans Métropole                           |
| 45299      | 45310       | Saint-Sigismond             | 270                              | 14,93         | 18               | Meung-sur-Loire Patay | Orléans                                          | Beauce Loirétaine                           |
| 45300      | 45640       | Sandillon                   | 4209                             | 41,31         | 102              | Saint-Jean-le-Blanc Jargeau | Orléans                                          | Loges                                       |
| 45301      | 45170       | Santeau                     | 393                              | 8,71          | 45               | Le Malesherbois Pithiviers | Pithiviers                                       | Pithiverais                                 |
| 45302      | 45770       | Saran                       | 16.866                           | 19,65         | 858              | Orléans-3 Ingré | Orléans                                          | Orléans Métropole                           |
| 45303      | 45490       | Sceaux-du-Gâtinais          | 613                              | 31,72         | 19               | Courtenay Ferrières-en-Gâtinais | Montargis                                        | Quatre Vallées                              |
| 45305      | 45530       | Seichebrières               | 220                              | 14,84         | 15               | Châteauneuf-sur-Loire | Orléans                                          | Loges                                       |
| 45308      | 45400       | Semoy                       | 3204                             | 7,78          | 412              | Saint-Jean-de-Braye | Orléans                                          | Orléans Métropole                           |
| 45309      | 45240       | Sennely                     | 680                              | 49,32         | 14               | La Ferté-Saint-Aubin | Orléans                                          | Portes de Sologne                           |
| 45310      | 45300       | Sermaises                   | 1703                             | 21,25         | 80               | Pithiviers Malesherbes | Pithiviers                                       | Pithiverais                                 |
| 45311      | 45110       | Sigloy                      | 660                              | 9,46          | 70               | Saint-Jean-le-Blanc Jargeau | Orléans                                          | Loges                                       |
| 45312      | 45700       | Solterre                    | 476                              | 9,80          | 49               | Montargis Amilly | Montargis                                        | Agglomération Montargoise et Rives du Loing |
| 45313      | 45410       | Sougy                       | 835                              | 28,25         | 30               | Meung-sur-Loire Artenay | Orléans                                          | Beauce Loirétaine                           |
| 45314      | 45450       | Sully-la-Chapelle           | 453                              | 26,17         | 17               | Châteauneuf-sur-Loire Neuville-aux-Bois | Orléans                                          | Loges                                       |
| 45315      | 45600       | Sully-sur-Loire             | 5142                             | 43,60         | 118              | Sully-sur-Loire | Orléans                                          | Val de Sully                                |
| 45316      | 45530       | Sury-aux-Bois               | 775                              | 38,00         | 20               | Châteauneuf-sur-Loire | Orléans                                          | Loges                                       |
| 45317      | 45190       | Tavers                      | 1338                             | 22,62         | 59               | Beaugency | Orléans                                          | Terres du Val de Loire                      |
| 45320      | 45300       | Thignonville                | 388                              | 9,16          | 42               | Pithiviers Malesherbes | Pithiviers                                       | Pithiverais                                 |
| 45321      | 45260       | Thimory                     | 691                              | 12,37         | 56               | Lorris | Montargis                                        | Canaux et Forêts en Gâtinais                |
| 45322      | 45210       | Thorailles                  | 197                              | 3,45          | 57               | Courtenay | Montargis                                        | Cléry, Betz et de l’Ouanne                  |
| 45323      | 45420       | Thou                        | 213                              | 15,16         | 14               | Gien Briare | Montargis                                        | Berry Loire Puisaye                         |
| 45324      | 45510       | Tigy                        | 2463                             | 47,29         | 52               | Saint-Jean-le-Blanc Jargeau | Orléans                                          | Loges                                       |
| 45325      | 45170       | Tivernon                    | 282                              | 12,61         | 22               | Pithiviers Outarville | Pithiviers                                       | Plaine du Nord Loiret                       |
| 45326      | 45310       | Tournoisis                  | 383                              | 14,94         | 26               | Meung-sur-Loire Patay | Orléans                                          | Beauce Loirétaine                           |
| 45327      | 45470       | Traînou                     | 3419                             | 33,68         | 102              | Fleury-les-Aubrais Neuville-aux-Bois | Orléans                                          | La Forêt                                    |
| 45328      | 45490       | Treilles-en-Gâtinais        | 294                              | 13,97         | 21               | Courtenay Ferrières-en-Gâtinais | Montargis                                        | Quatre Vallées                              |
| 45329      | 45220       | Triguères                   | 1267                             | 35,78         | 35               | Courtenay Château-Renard | Montargis                                        | Cléry, Betz et de l’Ouanne                  |
| 45330      | 45410       | Trinay                      | 210                              | 17,22         | 12               | Meung-sur-Loire Artenay | Orléans                                          | Beauce Loirétaine                           |
| 45331      | 45510       | Vannes-sur-Cosson           | 602                              | 35,65         | 17               | Saint-Jean-le-Blanc Jargeau | Orléans                                          | Val de Sully                                |
| 45332      | 45290       | Varennes-Changy             | 1483                             | 29,77         | 50               | Lorris | Montargis                                        | Canaux et Forêts en Gâtinais                |
| 45333      | 45760       | Vennecy                     | 2045                             | 10,71         | 191              | Fleury-les-Aubrais Neuville-aux-Bois | Orléans                                          | La Forêt                                    |
| 45334      | 45260       | Vieilles-Maisons-sur-Joudry | 621                              | 16,46         | 38               | Lorris | Montargis                                        | Canaux et Forêts en Gâtinais                |
| 45335      | 45510       | Vienne-en-Val               | 1965                             | 35,94         | 55               | Saint-Jean-le-Blanc Jargeau | Orléans                                          | Loges                                       |
| 45336      | 45600       | Viglain                     | 854                              | 39,99         | 21               | Sully-sur-Loire | Orléans                                          | Val de Sully                                |
| 45337      | 45310       | Villamblain                 | 279                              | 25,95         | 11               | Meung-sur-Loire Patay | Orléans                                          | Beauce Loirétaine                           |
| 45338      | 45700       | Villemandeur                | 6931                             | 11,46         | 605              | Montargis Amilly | Montargis                                        | Agglomération Montargoise et Rives du Loing |
| 45339      | 45270       | Villemoutiers               | 475                              | 16,18         | 29               | Lorris Bellegarde | Montargis                                        | Canaux et Forêts en Gâtinais                |
| 45340      | 45600       | Villemurlin                 | 537                              | 48,95         | 11               | Sully-sur-Loire | Orléans                                          | Val de Sully                                |
| 45341      | 45310       | Villeneuve-sur-Conie        | 192                              | 17,97         | 11               | Meung-sur-Loire Patay | Orléans                                          | Beauce Loirétaine                           |
| 45342      | 45170       | Villereau                   | 401                              | 9,12          | 44               | Pithiviers Neuville-aux-Bois | Orléans                                          | La Forêt                                    |
| 45343      | 45700       | Villevoques                 | 196                              | 5,06          | 39               | Courtenay Châlette-sur-Loing | Montargis                                        | Quatre Vallées                              |
| 45344      | 45190       | Villorceau                  | 1076                             | 9,50          | 113              | Beaugency | Orléans                                          | Terres du Val de Loire                      |
| 45345      | 45700       | Vimory                      | 1101                             | 26,22         | 42               | Montargis Amilly | Montargis                                        | Agglomération Montargoise et Rives du Loing |
| 45346      | 45530       | Vitry-aux-Loges             | 2212                             | 44,06         | 50               | Châteauneuf-sur-Loire | Orléans                                          | Loges                                       |
| 45347      | 45300       | Vrigny                      | 797                              | 16,14         | 49               | Le Malesherbois Pithiviers | Pithiviers                                       | Pithiverais                                 |
| 45348      | 45300       | Yèvre-la-Ville              | 666                              | 26,77         | 25               | Le Malesherbois Pithiviers | Pithiviers                                       | Pithiverais                                 |

## Veränderungen im Gemeindebestand seit 2016

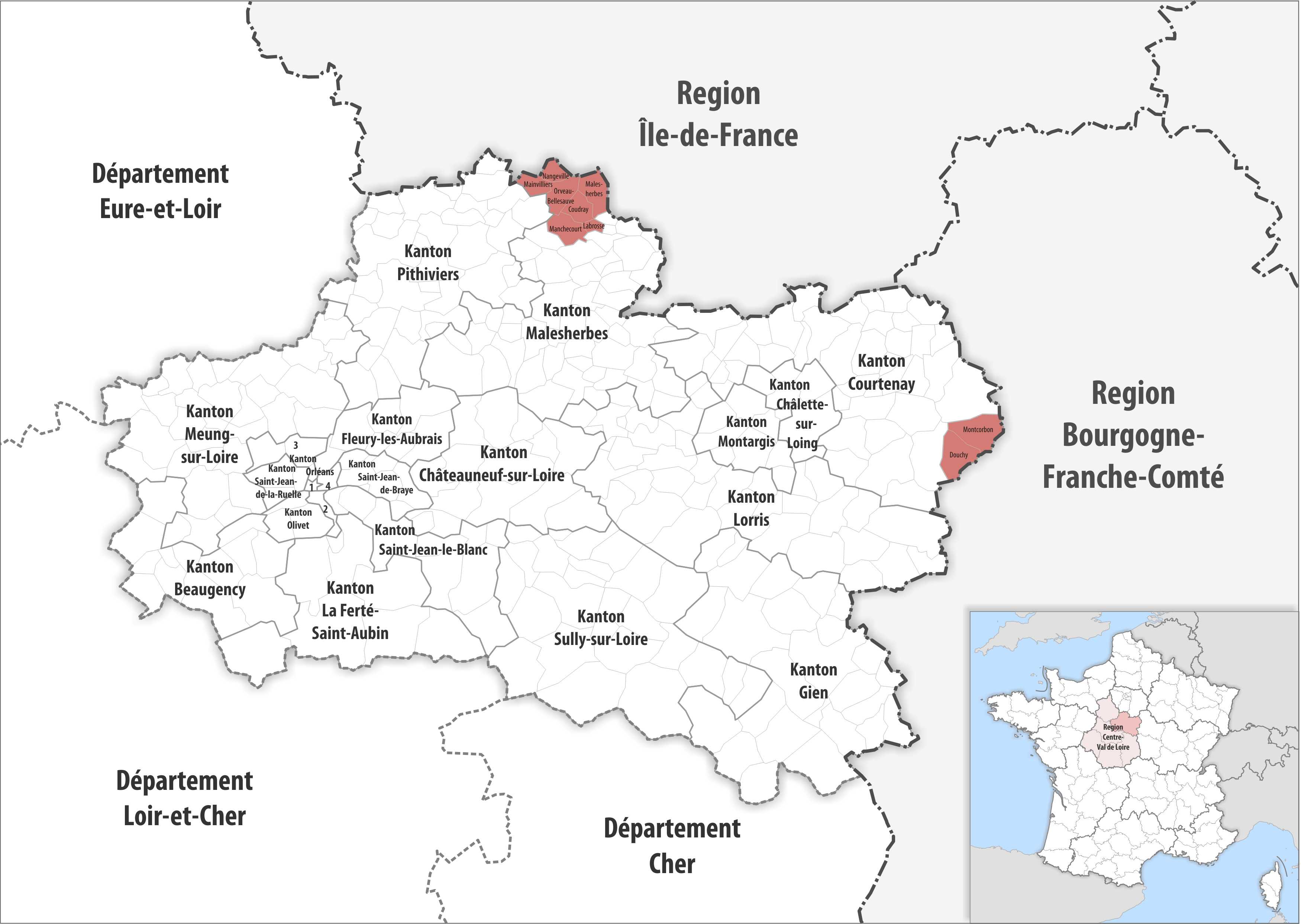
Gemeinden bis 2015
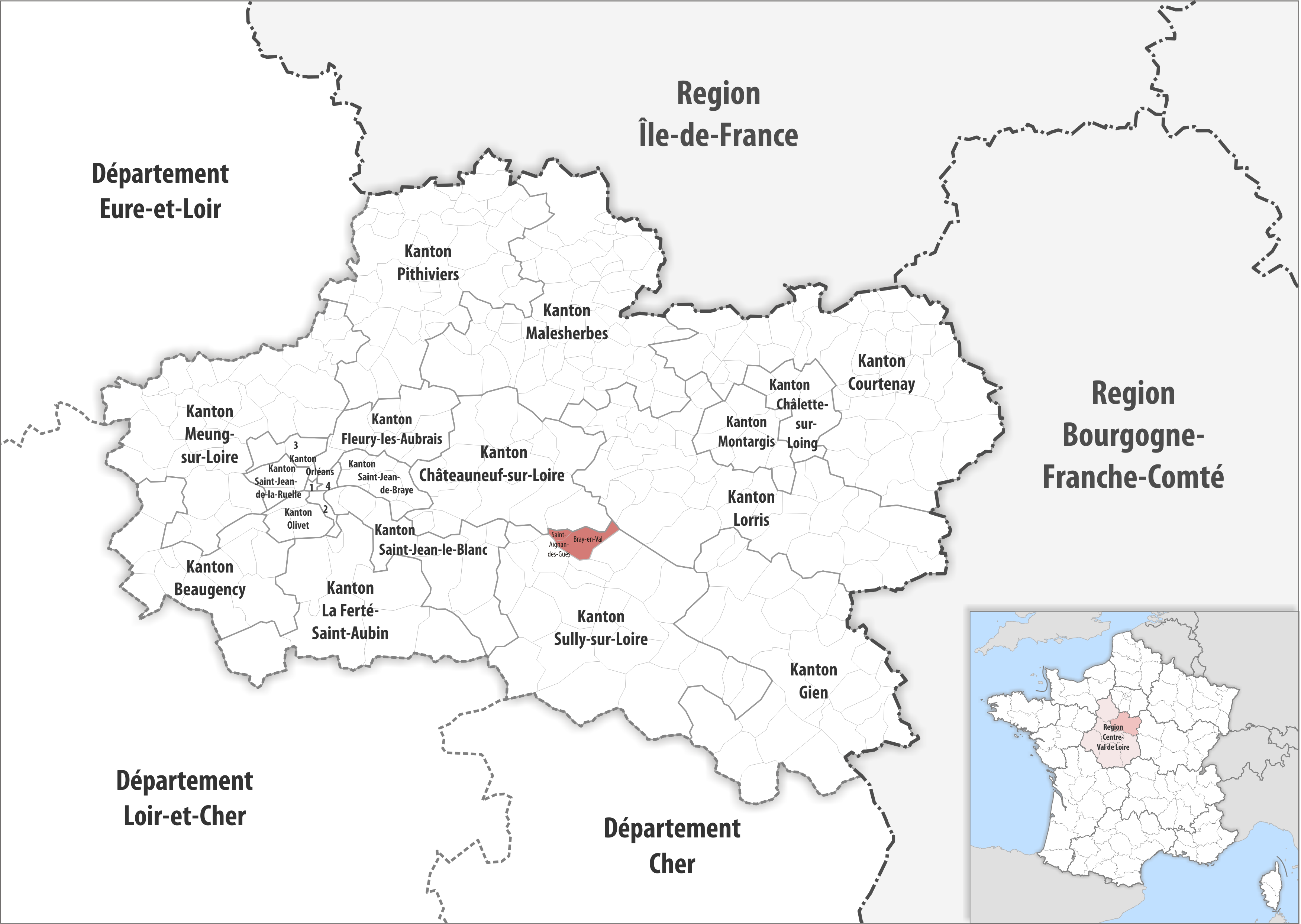
Gemeinden bis 2016
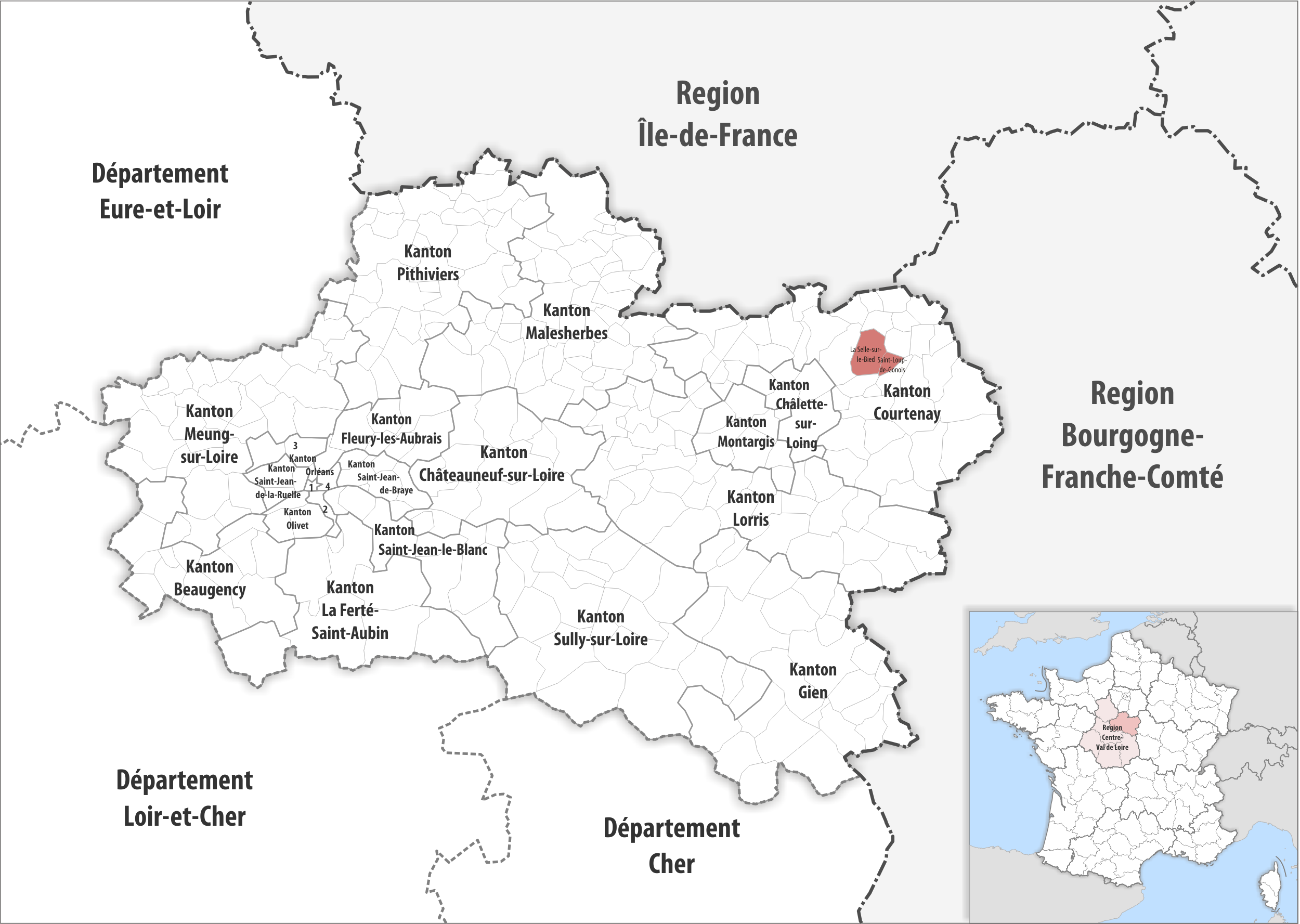
Gemeinden bis 2019

2019:
- Fusion La Selle-sur-le-Bied und Saint-Loup-de-Gonois → La Selle-sur-le-Bied

2017:
- Fusion Saint-Aignan-des-Gués und Bray-en-Val → Bray-Saint-Aignan

2016: 
- Fusion Douchy und Montcorbon → Douchy-Montcorbon
- Fusion Coudray, Labrosse, Mainvilliers, Malesherbes, Manchecourt, Nangeville und Orveau-Bellesauve → Le Malesherbois